# Quercus spinosa
Quercus spinosa là một loài thực vật có hoa trong họ Cử. Loài này được David miêu tả khoa học đầu tiên năm 1884.

## Hình ảnh

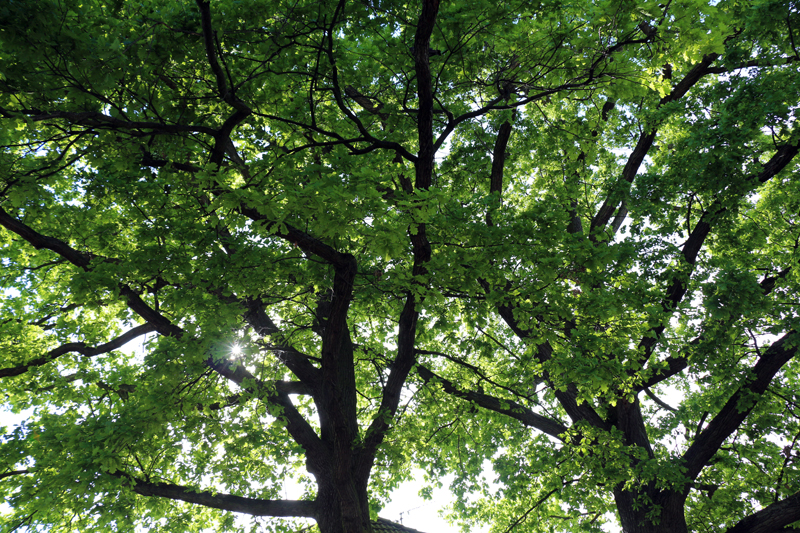
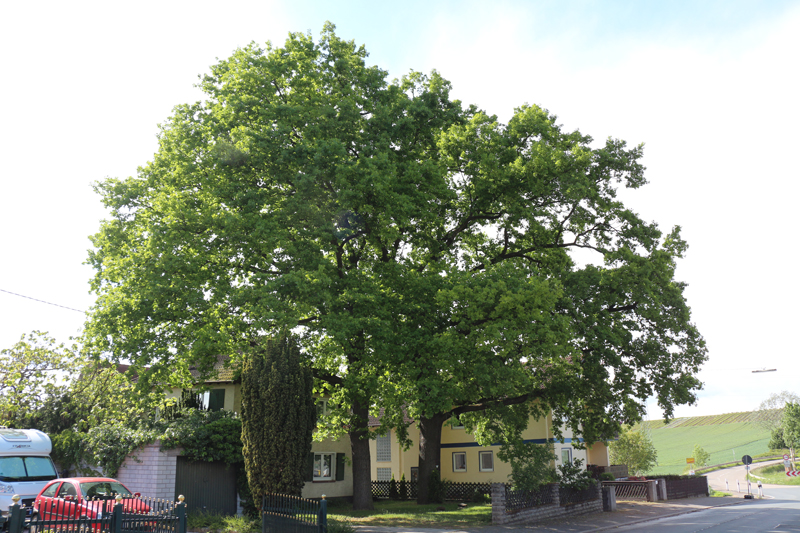
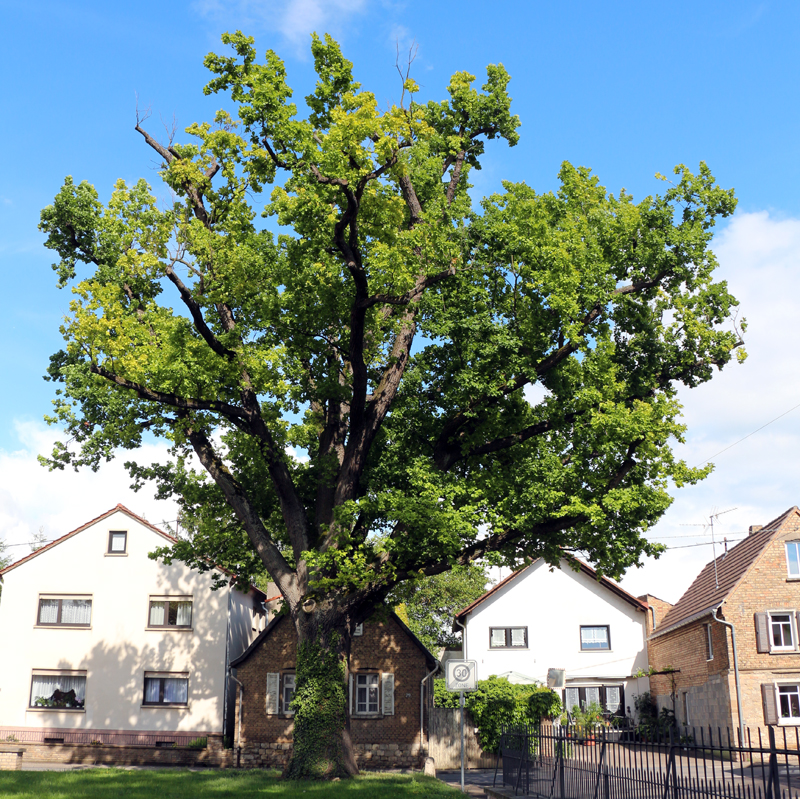